# سرنگونی صفویان

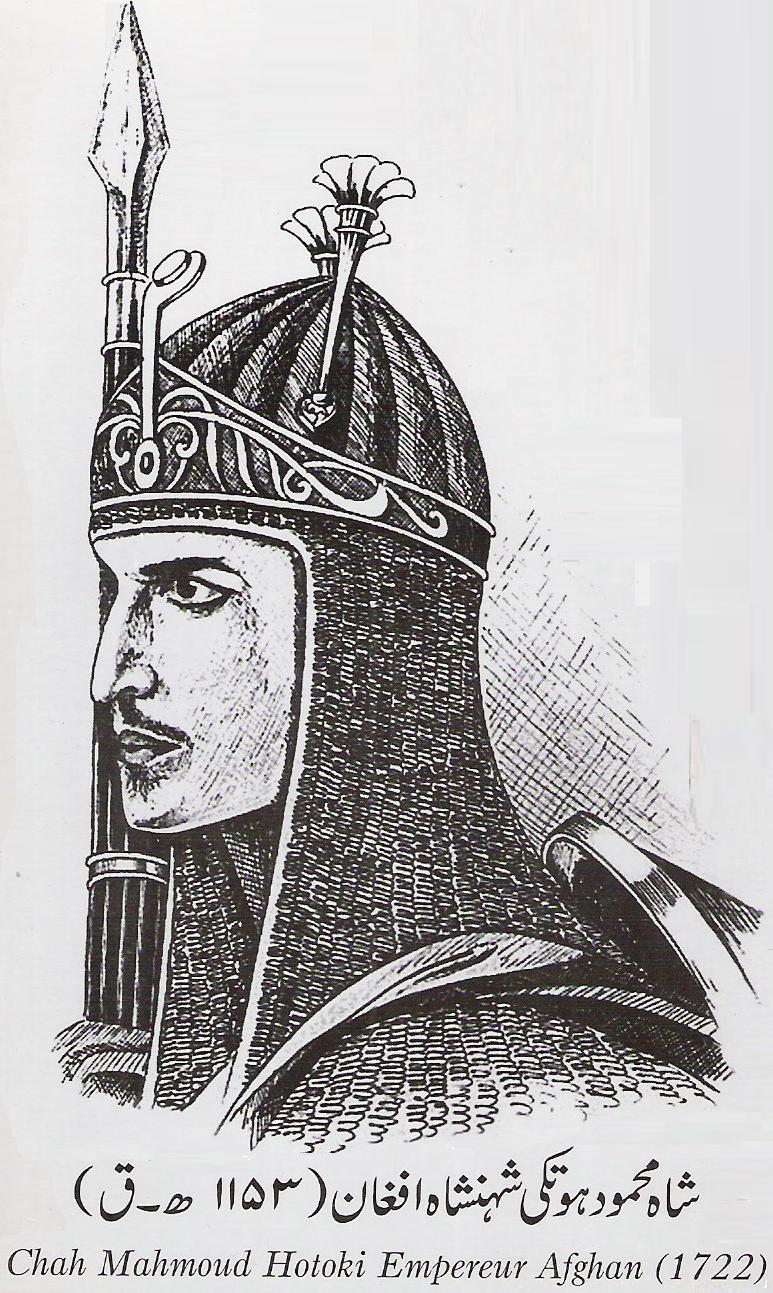
نقاشی خیالی از محمود هوتکی، او با محاصره اصفهان و جنگ‌های پی در پی؛ نهایتاً پیروز شد و شاه ایران شد.

سرنگونی امپراتوری و دودمان صفویه که پادشاهان آن ۲۲۱ سال (از ۱۵۰۱ تا ۱۷۲۲ میلادی) بر پهنه ایران‌زمین حکم راندند، ناشی از اوضاع نابسامان اجتماعی، اقتصادی و سیاسی اواخر دوران این سلسله به ویژه زمان حکمرانی شاه سلطان حسین، آخرین پادشاه این امپراتوری بود. حکومت صفویان که شاه اسماعیل اول آن را با پیروزی در جنگ‌های متعدد، در تبریز آغاز کرد، در اصفهان با اسارت شاه سلطان حسین و با بخشش تاجش به محمود هوتکی به پایان رسید.
از بسیاری جهات، دوران حکومت شاه عباس بزرگ اوج دستاوردهای صفویان به‌شمار می‌آید. اما در زمان شاه سلیمان (۱۶۶۶–۱۶۹۴) و شاه سلطان حسین (۱۶۹۴–۱۷۲۲)، فروپاشی تدریجی نظام اداری مرکزی با افزایش ناکارآمدی و فساد در همه سطوح حکومت همراه بود. انحطاط سلسله صفوی تا حد زیادی ناشی از سنتی بود که شاه عباس اول پایه‌گذاری کرد؛ یعنی حبس شاهزادگان در حرمسرا و محروم کردن آن‌ها از آموزش‌هایی که شاهان پیشین صفوی برای آمادگی جهت پادشاهی دریافت می‌کردند.
ماشین نظامی کشور نیز آن‌قدر تضعیف شده بود که دولت صفوی نتوانست در برابر حمله افغان‌ها در سال ۱۷۲۲ مقاومت کند و پایتخت صفویان، اصفهان، به مدت هفت سال در اشغال مهاجمان باقی ماند. شکوفایی اقتصادی کشور نیز به دلیل فاصله گرفتن از سیاست‌های سرمایه‌داری دولتی شاه عباس اول و تمرکز بیش از حد استان‌ها تحت کنترل مستقیم دولت مرکزی، آسیب دید.
در نیمه دوم قرن هفدهم، ضعف روزافزون شاهان صفوی باعث شد تا علما و روحانیون شیعه قدرت بیشتری پیدا کنند. تأکید آن‌ها بر مبارزه با بدعت و کفر، برخلاف فضای تساهل مذهبی در زمان شاه عباس اول بود، فضایی که در گذشته به رونق اقتصادی، به‌ویژه برای اقلیت‌های دینی، کمک کرده بود.
نادرقلی (بعدا" نادرشاه) که در آغاز خود را احیاگر دولت صفوی معرفی می‌کرد، در سال ۱۷۳۶ به سلطنت رسید و عملاً به حکومت صفویان پایان داد. قتل او در سال ۱۷۴۷ آغازگر نیم‌قرن جنگ داخلی میان زندیان و قاجاریان بود که سرانجام با پیروزی قاجارها به پایان رسید.

## علل فروپاشی صفویه
عوامل متعددی در فروپاشی نظام پادشاهی صفویه نقش داشته است، این عوامل عبارتند از:
- ناتوانی و تحلیل رفتن تدریجی نیروی نظامی و سقوط اخلاقی نظامیان و کاهش تدریجی انضباط و جانشین شدن دشمنی و حسد میان سران قدیم و جدید سپاه که در طول حاکمیت این سلسله به وجود آمد.
- بی‌اعتبار شدن وحدت میان پادشاهی و مذهب و از هم پاشیدن اساس تمرکزی که در سایه وحدت مذکور، حاکمیت صفویه بر آن بنا شده بود، بی‌آنکه ایدئولوژی دیگری جایگزین آن گردد.
- درهم ریختن توازن میان ممالک و خاصه و کاسته شدن از انگیزه‌ها و علائق طبقات خدمتگزار بر اثر توسعه ناحق خاصه.
- قدرت یافتن حکومت پشت پرده و نفوذ ملکه‌ها و خواجه‌سرایان در امور سیاسی و اداری کشور.
- فساد و عشرت بارگی درباریان و در رأس آن‌ها پادشاه و ناآگاهی او از اوضاع کشور.
- حرم پروردگی شاهزادگان و محروم ماندن آن‌ها از تربیت سیاسی و اجتماعی.
- تحقیر و خوار انگاشتن مردم و فاصله عمیق بین حکومت و مردم.

رودی ماتئی معتقد است دلایل اصلی سقوط صفویه عبارتست از:
- تمرکز قدرت در دست پادشاه غیرقابل تعویض و بی هدفی او جناح‌گرایی و مخالفت را در محافل حکومتی براه انداخت و به روحانیون اجازه داد تا طرح‌های احتکار غلات را براه بیاندازند و دست فرمانداران درنده استانی را برای از بین بردن مردم بدون پاسخگویی باز گذاشت.
- ترکیبی از فقدان چشم‌انداز و مشکلات مالی منجر به غفلت و لغو ترتیبات یارانه ای شد که تتمه وفاداری را که شاه از قبایل می‌خرید از بین برد.
- نفوذ فزاینده نوعی از اسلام شیعی تندرو خلاء رهبری ضعیف شاه را پر کرد و باعث ایجاد خشم و شورش مردم اهل سنت ساکن در خراسان و کردستان و آسیای میانه شد.

## نقش شاه صفی در سرنگونی سلسله صفوی
شاه صفی نوه و جانشین شاه عباس بزرگ بود. تزلزل در سیاست خارجی ایران از دوره سلطنت او آغاز شد. ازبک‌ها شرق و عثمانی‌ها غرب ایران را مورد تاخت و تاز قرار داده بودند. شاه صفی که از مقابله با سلطان مراد چهارم امپراتور عثمانی درمانده بود، در سال ۱۰۴۸ هجری قمری به قراردادی که به موجب آن، بغداد به عثمانی‌ها واگذار می‌شد، تن در داد. سال پیش از آن نیز قندهار، به دست شاه جهان امپراتور مغولی هند از دست رفته بود. دلیل این شکست‌ها این بود که فرماندهان لایق و کارآزموده نظامی صفوی به دلیل بدگمانی‌های شاه صفی به آنان، کشته شده‌بودند.

## نقش شاه سلیمان در سرنگونی سلسله صفوی
شاه سلیمان فرزند شاه عباس دوم در آغاز حکومتش هم از نظر اوضاع داخلی و هم از نظر مسائل خارجی، دشواری‌های بسیاری در ایران پدید آمده بود. قحطی و بیماری بر کشور سایه افکنده بود. طاعون در بین اهالی بیداد می‌کرد. عثمانیها که گرفتاری‌هایشان در اروپا تمام شده بود، علی‌رغم قرارداد ۱۰۴۹ هجری قمری که مرزها را مشخص ساخته بود و منطقاً دستاویزی برای تجاوز وجود نداشت، دوباره چشم به ایران دوختند. شیخ علیخان زنگنه اعتماد الدوله خطر عثمانی‌ها را به شاه سلیمان گوشزد کرد و گفت که ممکن است آن‌ها دوباره به ایران بتازند، شاه سلیمان هم با کمال خونسردی در پاسخ گفت:
هرچه می‌خواهد بشود، ما را اصفهان کفایت می‌کند.
 در دوران حکومت شاه سلیمان، جزیره قشم سه سال در تصرف هلندی‌ها بود و ازبک‌ها با مشاهده ضعف دربار صفوی، بار دیگر خراسان و شهرهای آن را مورد هجوم قرار دادند، زندگی مردم را غارت کردند و بسیاری از مردم بی‌گناه را به قتل رساندند. کزاک‌های روسی به تحریک تزار آلکسی سواحل گیلان را عرصه تاخت و تاز خود قرار داده بودند.

## نقش شاه سلطان حسین در سرنگونی سلسله صفوی
فساد سازمان حکومتی، جایگاه اوباش در مناصب دولتی، غارتگری‌های حاکمان شهرها، ولخرجی‌های هنگفت شاه، مالیات‌های کمر شکن، سقوط بازرگانی خارجی و نظایر آن از دلایل مستقیم فروپاشی نظام حکومتی صفویه در زمان شاه سلطان حسین بود.
هرچند که زمینه‌های سقوط صفویه در زمان شاه عباس یکم پایه‌ریزی شد اما شاه سلطان حسین، مقصر اصلی سقوط این سلسله است چرا که ضعف‌نفس و بی‌اعتنایی او به امور کشوری و لشکری باعث درهم‌ریختن اوضاع ایران آن زمان شد. حتی زمانی که هوتکی‌ها اصفهان را محاصره کردند و هنوز امکان خروج از شهر وجود داشت او حاضر به ترک شهر برای گردآوری نیرو نشد و آخرین فرصت طلایی را از دست داد.
شاه سلطان حسین به‌قدری به امور کشور بی‌اعتنا بود که در پاسخ به هر چیزی که به او اطلاع می‌دادند و هر کاری که انجام می‌دادند فقط به گفتن «یخشی دور» (یاخچی دی - بسیار خوب است) بسنده می‌کرد چنان‌که یکی از معاصران وی در اینباره سروده است:
| آن ز دانش تهی، ز غفلت پر |  | شاه سلطان حسین یخشی دور |

## قیام مردم قندهار
غارتگری‌های عبدالله خان حاکم قندهار و عدم توجه شاه سلطان حسین به شکایات مردم قندهار از دست ستم‌های او، تمایل مردم قندهار به‌ویژه افغان‌های غلزایی را به پیوستن به حکومت مغول هند، به امید وضع بهتر، بیشتر کرد. برای کنترل طغیان‌های قندهار، شاه سلطان حسین یکی از والیان خود به نام گرگین را برای در مشت گرفتن قبیله غلزایی‌ها، به حکومت قندهار منصوب کرد. در قندهار شخص با نفوذی به نام میرویس که نقش مؤثر و قاطعی در پی‌ریزی و سازماندهی نهضت ضد صفوی در میان مردم آنجا داشت، هنگام انتصاب گرگین به سمت حکمران کل قندهار، کلانتری آن شهر را بر عهده داشت. میرویس که مردی باهوش و سیاستمدار بود نهایتاً گرگین را توسط افغان‌ها و سربازان گرجی، به قتل رساند. شاه سلطان حسین طی هفت سال حکمرانی میرویس بر قندهار، نتوانست او را به زانو درآورد و میرویس به صورت خود مختار قندهار را اداره می‌کرد. نهایتاً پس از مرگ میرویس، میرعبدالعزیز یا میر عبدالله برادر میرویس جانشین او شد اما با کمک دیگران، محمود هوتکی فرزند ارشد میرویس، با قتل میر عبدالله کنترل قندهار را به دست آورد.

### نخستین هجوم محمود هوتکی
در نخستین حمله محمود هوتکی به صفویان در سال ۱۱۳۴ هجری قمری، کرمان عرصه تاخت و تاز او قرار گرفت.

#### پیروزی‌های لطفعلی‌خان داغستانی
لطفعلی خان داغستانی، صدر اعظم فرمانده سپاه و والی فارس، با بخشی از افراد نخبه و برگزیده سپاه خود برای راندن هوتکی‌ها به اردوگاه آنان یورش برد و آنجا را به تصرف خود درآورد. سواره نظام او، مهاجمان را تا قندهار تعقیب کردند. محمود هوتکی در پایان این اولین هجوم شکست خورده و به قندهار برگشت.

### دومین هجوم محمود افغان (شکست گلون‌آباد)
در طی دو سالی که بین حمله نخست محمود هوتکی و یورش نهایی او، فرصت بود، دربار شاه سلطان حسین هیچ اقدام مؤثری در مهار کردن قدرت هوتکی‌ها که روز به روز در حال توسعه بودند، نکرد و چاره‌ای نیندیشید محمود با سپاهی که تعداد آن ۱۸٬۰۰۰ نفر مرکب از غلزایی‌ها و هزاره‌ها و بلوچ‌ها بودند به سیستان و کرمان لشکر کشید. گرچه محمود افغان، سیستان و کرمان را در این بار دوم به آسانی فتح کرد، اما موفق به فتح قلعه کرمان، نشدند. شاه سلطان حسین وقتی فهمید محمود نزدیک اصفهان است به او پیشنهاد باج هنگفتی داد، اما محمود هوتکی نپذیرفت و وحشت همچنان در اصفهان مستولی بود. در این حین صاحب منصبان شاه سلطان حسین برسر چگونگی دفاع از اصفهان با هم اختلاف نظر داشتند. در این هنگام شاه سلطان حسین فرمان‌هایی خطاب به سرداران و حکام برخی ولایات فرستاد و تأکید کرد که با سپاهیان تحت فرمان خود هر چه زودتر در پایتخت حاضر شوند، اما جمعی از سرداران که در نواحی فارس و آذربایجان بودند، هنگامی که نزدیک اصفهان رسیدند همین که چشم ایشان بر علامات هوتکیان افتاد، راه فرار پیش گرفته، هر یک به سمت ولایات خود فرار کردند. سرانجام دو سپاه روبروی هم قرار گرفتند. سرداران شاه سلطان حسین علیرغم تمایل خود در رأس یک سپاه ۳۰٬۰۰۰ نفری که اکثر آنها را مردان جنگ ناآزموده تشکیل می‌دادند، به رویارویی با دشمن حرکت کردند.

#### محاصره اصفهان و تصرف کاخ فرح‌آباد

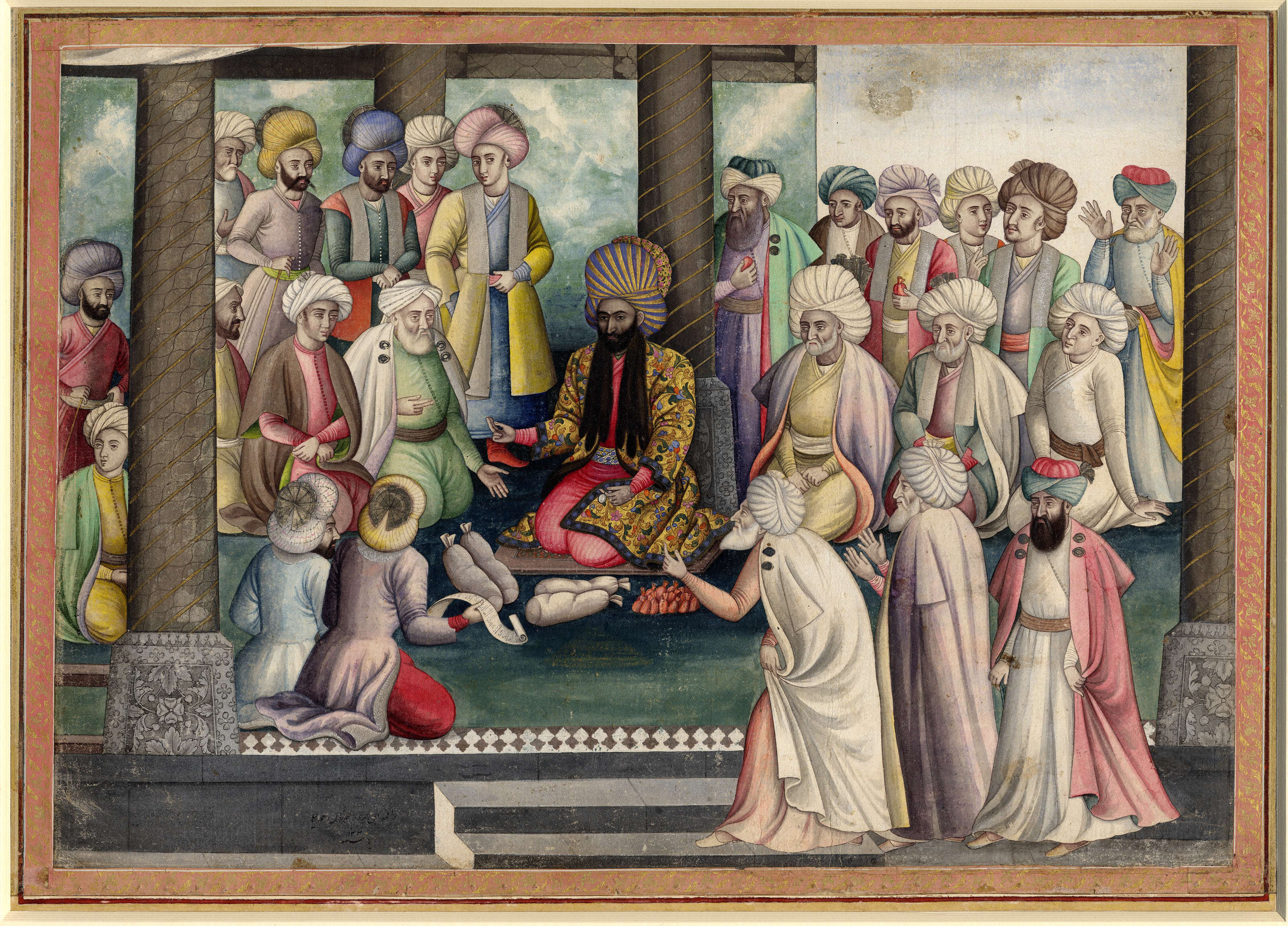
توزیع هدایا در جشن نوروز توسط شاه سلطان حسین در اصفهان، نام اثری است از محمد زمان که رسم عیدی‌دادنِ شاه و توزیع هدایا به درباریان را در نوروز ۱۱۳۴ ه‍.ق به تصویر کشیده است. مرشد کامل شاه سلطان حسین، چند سال بعد و درپی محاصرهٔ اصفهان مجبور شد تا با دستان خود، جقهٔ مُرصع همایونی را از عمامهٔ خویش بر گرفته و بر سرپوش محمود هوتکی بگذارد و با او و سپاهیان سُنی‌اش که مذهبِ شیعهٔ شاه را لعن می‌کردند، در کوچه و خیابان‌های اصفهان همراه شود و دخترانش را به همسری سران قبیلهٔ غل‌زایی درآورد. این اثر در مالکیت موزه بریتانیا قرار دارد.

شکست گلون‌آباد اوضاع حکومت شاه سلطان حسین را بیش از پیش پیچیده ساخت. اضطراب مردم در اثر اخباری که فراریان جنگ به انگیزه ترس و توجیه فرار خود منتشر می‌ساختند، غلبه شایعات بر قضاوت صحیح از میزان قدرت دشمن مهاجم و هجوم زنان و مردان و اطفال برای یافتن پناهگاه، حکومت را به وضع وحشت‌انگیزی سر درگم کرده بود. یک فرانسوی که شاهد عینی اوضاع بوده، گزارش داده است:
با وجود آنکه برای حمل سلاح عده‌ای کثیر مرد وجود دارد، فقط پانصد نفر سرباز داوطلب برای دفاع شهرگرد آمده‌اند. از هر هزار نفر ساکنان شهر، ده نفر مسلح به چشم نمی‌خورد. در اینجا همه چیز آشفته و به هم ریخته است.
 پس از پیروزی محمود هوتکی در جنگ گلون‌آباد، او به کاخ فرح آباد حمله کرد و هوتکیان به راحتی وارد کاخ شدند و آن را به تصرف درآوردند. لکهارت می‌گوید:
شگفت آنجاست که شاه سلطان حسین که آن همه مبالغ گزاف صرف بنای آن کرده و از گذراندن ایام در آنجا حظّ و بهره‌ای فراوان برده بود، تصمیم گرفت از آن بدون لحظه‌ای مقاومت چشم بپوشد.

### فروپاشی و تاج نهادن
سرانجام پس از محاصره‌ای که حدوداً یک سال طول کشید، شاه سلطان حسین خود را تسلیم محمود هوتکی کرد. شاه سلطان حسین و همراهان انگشت‌شمار او، از میان کوچه‌ها و خیابان‌های اصفهان، شرمگین و اندوهبار عبورکردند، شاه سلطان حسین با اسبی که از محمود هوتکی به عاریه گرفته بود، با تشریفات غم‌انگیزی وارد کاخ محبوب خود فرح آباد شد. گزارش ژوزف آپی سالمیان مترجم و منشی ارمنی آنژدوگاردان کنسول فرانسه صحنه را این گونه نقل می‌کند:
محمود افغان در گوشه تالار بر مخده زربفت تکیه داشت. شاه به گوشه دیگر تالار هدایت شده در آنجا قرار گرفت. شاه سلطان حسین پس از ادای تحیّات گفت: فرزندم چون اراده قادر متعال بر این قرار گرفته که من بیش از این سلطنت نکنم و به موجب مشیّت باری تعالی وقت آن شده که تو از اورنگ سلطنت ایران بالا روی، من از صمیم قلب سلطنتم را به تو وا می‌گذارم و از خداوند توفیق تو را می‌خواهم. شاه پس از ادای این چند کلمه، طره پادشاهی را از دستار برگرفته آن را برای تسلیم به محمود، به امان‌الله سپرد؛ ولی چون متوجه شد که محمود از این کار آزرده خاطر است، طرّه را از امان‌الله بازگرفت و خود نزد محمود رفت و آن را با دست‌های خویش بر سر محمود بسته، بار دیگر برای وی توفیق خواست و بی‌درنگ به جای خویش بازگشت و نشست.